# 国際連合安全保障理事会決議138
国際連合安全保障理事会決議138（こくさいれんごうあんぜんほしょうりじかいけつぎ138、英: United Nations Security Council Resolution 138）は、1960年6月23日に国際連合安全保障理事会で採択された決議である。
安保理は、アドルフ・アイヒマンがアルゼンチンからイスラエルに連行されたことがアルゼンチンの主権を侵害したという申し立てを受けて、このような事態が繰り返されるようなことがあれば、国際平和と安全を危険にさらす可能性があると宣言し、イスラエルに対し、国際連合憲章と国際法に従い適切な賠償を行うように要求した。
しかし、イスラエルは、安保理の権限を超えるものであり、二国間の交渉で直接解決するべきであるとの見解を示し、イスラエルとアルゼンチンは更なる交渉を行い、8月3日には、アルゼンチンの主権が侵害されたが、問題は解決されたという旨の共同声明を発表した。
決議案は、賛成8で採択されたが、ポーランドとソビエト連邦が棄権した。アルゼンチンは出席したが、採決には参加しなかった。